# Cantor-medaille
De Cantor-medaille van de Deutsche Mathematiker-Vereinigung is vernoemd naar Georg Cantor. De Cantor-medaille wordt tijdens de jaarlijkse vergaderingen van de vereniging uitgereikt. De prijswinnaars zijn wiskundigen, die een relatie met de Duitse taal hebben.
De prijs wordt ten hoogste eens in de twee jaar uitgereikt.

## Prijswinnaars
- 1990 Karl Stein
- 1992 Jürgen Moser
- 1994 Erhard Heinz
- 1996 Jacques Tits
- 1999 Volker Strassen
- 2002 Yuri Manin
- 2004 Friedrich Hirzebruch
- 2006 Hans Föllmer
- 2008 Hans Grauert
- 2010 Matthias Kreck
- 2012 Michael Struwe
- 2014 Herbert Spohn
- 2017 Gerd Faltings
- 2019 Hélène Esnault
- 2021 Martin Grötschel
- 2024 Felix Otto